# Giorgos Dalaras

Giorgos Dalaras tijdens een concert in Canada

Giorgos Dalaras (Grieks: Γιώργος Νταλάρας) (Piraeus, 29 september 1949) is een Grieks zanger en musicus, die ook buiten Griekenland bekendheid geniet met vrijwel uitsluitend Griekstalige (volks)muziek, laïko, rebetika en dimotiko. Dalaras vertolkt onder meer werk van Mikis Theodorakis, Manos Hadzidakis, Apostolos Kaldaras, Stavros Koedzjoemtzis, Giannis Markopoelos, Manos Loizos en Stavros Xarchakos.
- Bibliothèque nationale de France: cb14014003x (data)
- Gemeinsame Normdatei: 134783867
- International Standard Name Identifier: 0000 0001 2020 1932
- Library of Congress Control Number: no98030636
- Nationale Bibliotheek van Letland: 000115386
- MusicBrainz: 457a3e37-cbf5-41f5-8c0a-b6f20a2ed905
- Nationale Bibliotheek van Tsjechië: xx0190099
- Nationale Bibliotheek van Israël: 987007601365405171
- Nationale Bibliotheek van Polen: a0000001835148
- Nederlandse Thesaurus van Auteursnamen: 073180874
- Système universitaire de documentation: 243901747
- Virtual International Authority File: 5130002
- WorldCat: E39PBJd893JcYqvtpxPpTtqvpP